# Dishfire
Dishfire (stylisé DISHFIRE) est un système confidentiel de collecte de données à l'échelle mondiale qui alimente une base de données géré par la National Security Agency (NSA) et les Government Communications Quarters (GCHQ). Ce système a collecté quotidiennement des centaines de millions de messages texte provenant du monde entier. Un outil d'analyse utilisé en parallèle est connu sous le nom de Prefer.

## Détails
La base de données du système est exploitée par les agences étatiques suivantes :
- États-Unis – National Security Agency (NSA)[2]
- Royaume-Uni – Government Communications Headquarters (GCHQ)[2]

L'existence de la base de données a été révélée en 2014 sur la base de documents divulgués par le lanceur d'alerte américain Edward Snowden. Selon cette source, les Government Communications Headquarters (GCHQ) a obtenu un accès complet aux données collectées par Dishfire, données que l'agence utilise pour obtenir des informations personnelles sur les Britanniques en exploitant une faille juridique.

## Portée de la surveillance
Quotidiennement, Dishfire collecte les quantités de données suivantes :
- Données de géolocalisation : plus de 76 000 messages texte et informations de position[1]
- Plus de 110 000 noms collectés à partir des cartes de visite électroniques[1]
- Plus de 800 000 opérations financières, collectées soit à partir de paiements par SMS, soit en reliant les cartes de crédit aux utilisateurs de téléphones[1]
- Les détails de 1,6 million de traversées de frontières, basés sur l'envoi/réception de messages d'itinérance par l'intermédiaire du réseau national[1]
- Plus de 5 millions de notifications d'appels manqués[1]
- Environ 200 millions de SMS provenant du monde entier[3]

La presse a mis en avant certains passages des documents dévoilés par Snowden afin de souligner l’intention de cette opération : l'un de ces documents, en provenance des GCHQ, indiquait que DISHFIRE "collecte à peu près tout ce qu’il peut, afin de pouvoir voir les SMS d’un individu qui n’est pas ciblé". La collecte massive est décrite dans ce document comme étant "particulièrement utile pour l'établissement de nouvelles cibles, puisqu’il est possible d’examiner le contenu des messages envoyés des mois, voire des années avant que la cible ne soit déterminée comme intéressante." (souligné dans le document original)
En réponse, une porte-parole de la NSA décrit la base de données de la manière suivante : "Dishfire est un système qui traite et stocke les données SMS collectées de manière légale. Étant donné que certaines données SMS de citoyens américains peuvent parfois être collectées accidentellement dans le cadre de la mission légale de renseignement extérieur de la NSA, les dispositifs de protections de la vie privée pour les Américains existent tout au long du processus en ce qui concerne l'utilisation, le traitement, la conservation et la diffusion des données SMS dans Dishfire."

## Traitement des données
Les données récoltées par le système Dishfire sont généralement exploitées avec un outil analytique connu sous le nom de programme Prefer (stylisé PREFER), qui traite les messages SMS afin d'en extraire des informations, notamment le numéro des personnes ayant appelé sans obtenir de réponse (appels manqués), la localisation lors de la réception des alertes d'itinérance, les informations financières des alertes bancaires et des paiements, ainsi que les noms des utilisateurs inscrits sur leurs cartes de visite électroniques.

## Réactions
Un représentant de l'opérateur Vodafone a déclaré dans le reportage traitant de l'affaire diffusé sur Channel 4 : "C'est la première fois que nous en entendons parler et, bien sûr, nous sommes choqués et surpris." Il a également ajouté que Dishfire contournait probablement la loi britannique. Selon Geoff White de Channel 4, "le système Dishfire donne aux GCHQ l'opportunité de saisir une faille juridique afin d'obtenir de telles informations sans avoir besoin d'une demande RIPA. En effet, les messages texte sont collectés et stockés par la NSA – et l'accès des GCHQ aux données des agences de renseignement étrangères n'est légiféré par aucune loi britannique. L'ancien commissaire à l'interception des communications, Sir Swinton Thomas (en), a fait une analogie entre le contournement des lois britanniques sur les interceptions de communications et l'envoi de prisonniers britanniques dans un pays étranger, ajoutant qu'il s'agissait d'un "domaine différent bien sûr, mais dont le concept est très similaire".